# Horst Leutheusser
Horst Leutheusser (* 6. Juni 1912 in Gotha; † 7. November 1997 in Minden) war ein deutscher Jurist, Politiker und Autor.
Leutheusser wurde 1938 in Frankfurt mit der Arbeit Schlichtung und Revision. Ein kritischer Beitrag zur zwischenstaatlichen Streitbeilegung zum Dr. jur. promoviert und war als Anwalt und Notar tätig. Er war Mitglied der CDU, gehörte ab 1960 der Stadtverordnetenversammlung der Stadt Minden an und war von 1964 bis 1969 deren stellvertretender Bürgermeister.
Horst Leutheusser war der Sohn des Politikers Louis Leutheusser und der Vater der Politikerin Sabine Leutheusser-Schnarrenberger.

## Schriften
- Schlichtung und Revision. Ein kritischer Beitrag zur zwischenstaatlichen Streitbeilegung. Dissertation. Universität Frankfurt 1938. Noske, Borna 1938, DNB 57488100X.
- Zitate, Sprichwörter, Splitter. Selbstverlag, Minden 1988, DNB 911402535.
- Rechtsanwaltschaft und Justiz in Minden. Ein Beitrag zur Rechtsgeschichte Ostwestfalens. Bruns, Minden 1989, DNB 900584912.
- Die Rechtsanwälte. Berufsstand zwischen Lob und Tadel. Universitas, München 1992, ISBN 978-3-8004-1265-5.
- Erkenne dich selbst. Das Bild des Anwalts in der Karikatur. Zusammenstellung und Texte von Horst Leutheusser. Beck, München 1995, ISBN 978-3-406-39688-5.
- Geheimer Staatsrat Theodor Hierling und seine Zeit. In: Gothaisches Jahrbuch. Nr. 1, 1998, S. 111–142, OCLC 633658883.